# Шеллефтегам
Шеллефтегам (швед. Skelleftehamn) — тарторт у комуні Шеллефтео, лен Вестерботтен, ландскап Вестерботтен, Швеція.

## Географія
Шеллефтегам розташований у гирлі річки Шеллефтеельвен, на узбережжі Ботанічної затоки, за 8 км на південний схід від адміністративного центру комуни міста Шеллефтео, у 110 км на північний схід від міста Умео, та за 590 км на північний схід від міста Стокгольма. 
У Шеллефтегамі є залізнична станція, порт та металургійний комбінат «Rönnskärsverken» компанії «Boliden AB».

## Клімат
| Клімат Шеллефтегама                        | Клімат Шеллефтегама | Клімат Шеллефтегама | Клімат Шеллефтегама | Клімат Шеллефтегама | Клімат Шеллефтегама | Клімат Шеллефтегама | Клімат Шеллефтегама | Клімат Шеллефтегама | Клімат Шеллефтегама | Клімат Шеллефтегама | Клімат Шеллефтегама | Клімат Шеллефтегама | Клімат Шеллефтегама |
| Показник                                   | Січ.                | Лют.                | Бер.                | Квіт.               | Трав.               | Черв.               | Лип.                | Серп.               | Вер.                | Жовт.               | Лист.               | Груд.               | Рік                 |
| Абсолютний максимум, °C                    | 10,6                | 9,0                 | 14,2                | 21,5                | 26,6                | 33,5                | 32,2                | 30,2                | 24,5                | 18,8                | 13,2                | 9,5                 | 33,5                |
| Середній максимум, °C                      | −3,4                | −2,4                | 1,8                 | 7,2                 | 13,4                | 18,0                | 21,2                | 19,6                | 14,9                | 7,4                 | 2,2                 | −0,6                | 8,2                 |
| Середня температура, °C                    | −7                  | −6,7                | −2,8                | 2,4                 | 8,0                 | 12,5                | 16,0                | 14,6                | 10,0                | 3,5                 | −0,9                | −4,4                | 3,7                 |
| Середній мінімум, °C                       | −10,6               | −10,9               | −7,5                | −2,3                | 2,6                 | 7,0                 | 10,8                | 9,5                 | 5,1                 | −0,3                | −4                  | −8,1                | −0,7                |
| Абсолютний мінімум, °C                     | −35,6               | −38,2               | −32,4               | −25,5               | −9                  | −3,6                | 1,1                 | −1,9                | −7,3                | −20,2               | −28                 | −32,7               | −38,2               |
| Середня кількість сонячних годин на місяць | 33                  | 73                  | 167                 | 214                 | 258                 | 286                 | 282                 | 223                 | 158                 | 100                 | 45                  | 22                  | 1861                |
| Норма опадів, мм                           | 45                  | 34                  | 33                  | 32                  | 35                  | 41                  | 57                  | 70                  | 62                  | 52                  | 62                  | 49                  |                     |
| Днів з опадами                             | 24                  | 20                  | 22                  | 16                  | 16                  | 15                  | 16                  | 18                  | 19                  | 20                  | 21                  | 23                  |                     |
| ------------------------------------------ | ------------------- | ------------------- | ------------------- | ------------------- | ------------------- | ------------------- | ------------------- | ------------------- | ------------------- | ------------------- | ------------------- | ------------------- | ------------------- |

## Населення
Станом на 2017 рік населення Шеллефтегама становило 3 097 мешканців.

## Відомі люди
Уродженці
- Стіґ Ларссон — шведський письменник та журналіст.
- Вікторія Сільвстедт — шведська фотомодель, акторка й телеведуча.
- Петер Абер[sv] — шведський актор театру та кіно.

## Світлини

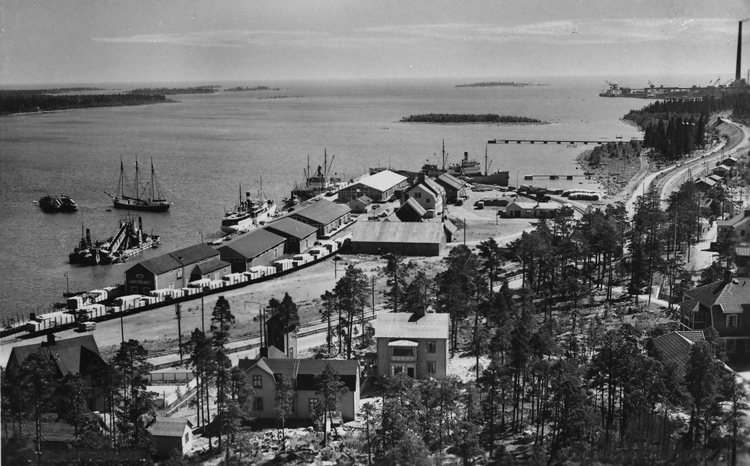
Шеллефтегам у 1935 році
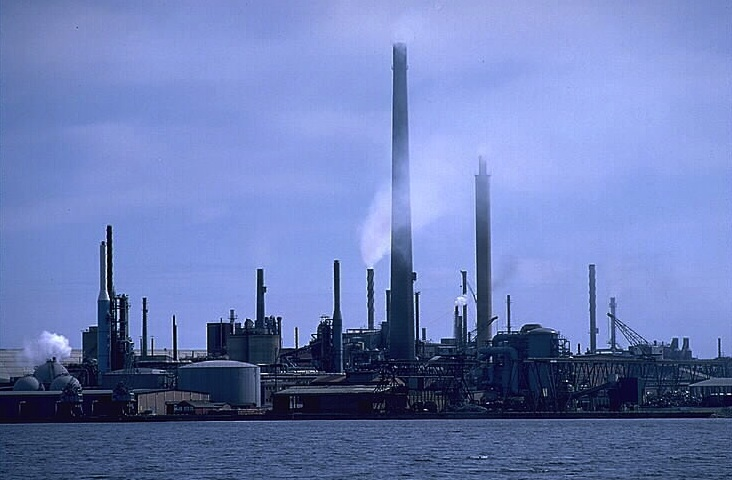
Металургійний комбінат «Rönnskärsverken» компанії «Boliden AB», 1970-і роки.
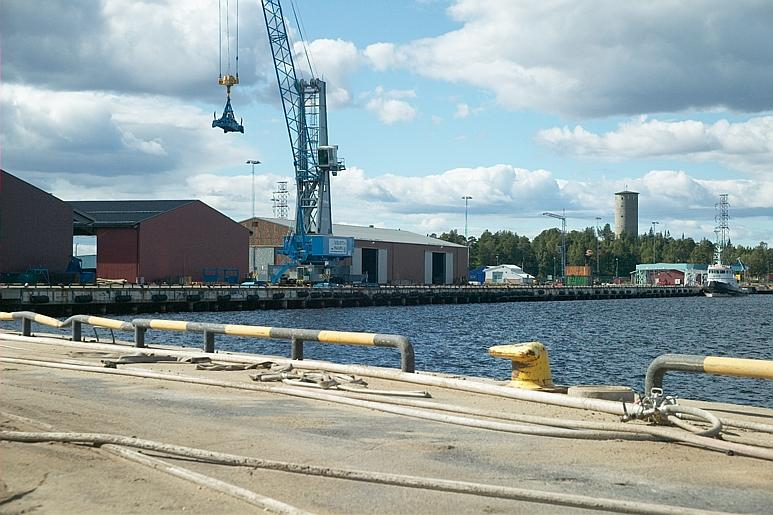
Порт Шеллефтегама
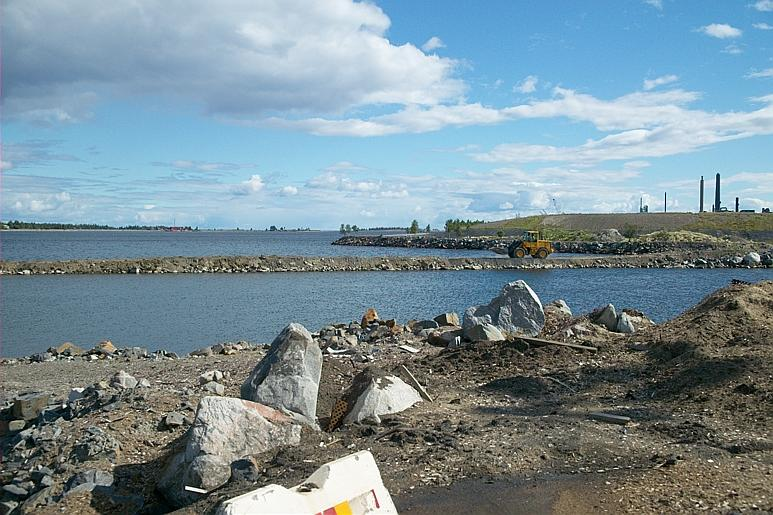
Гавань Шеллефтегама
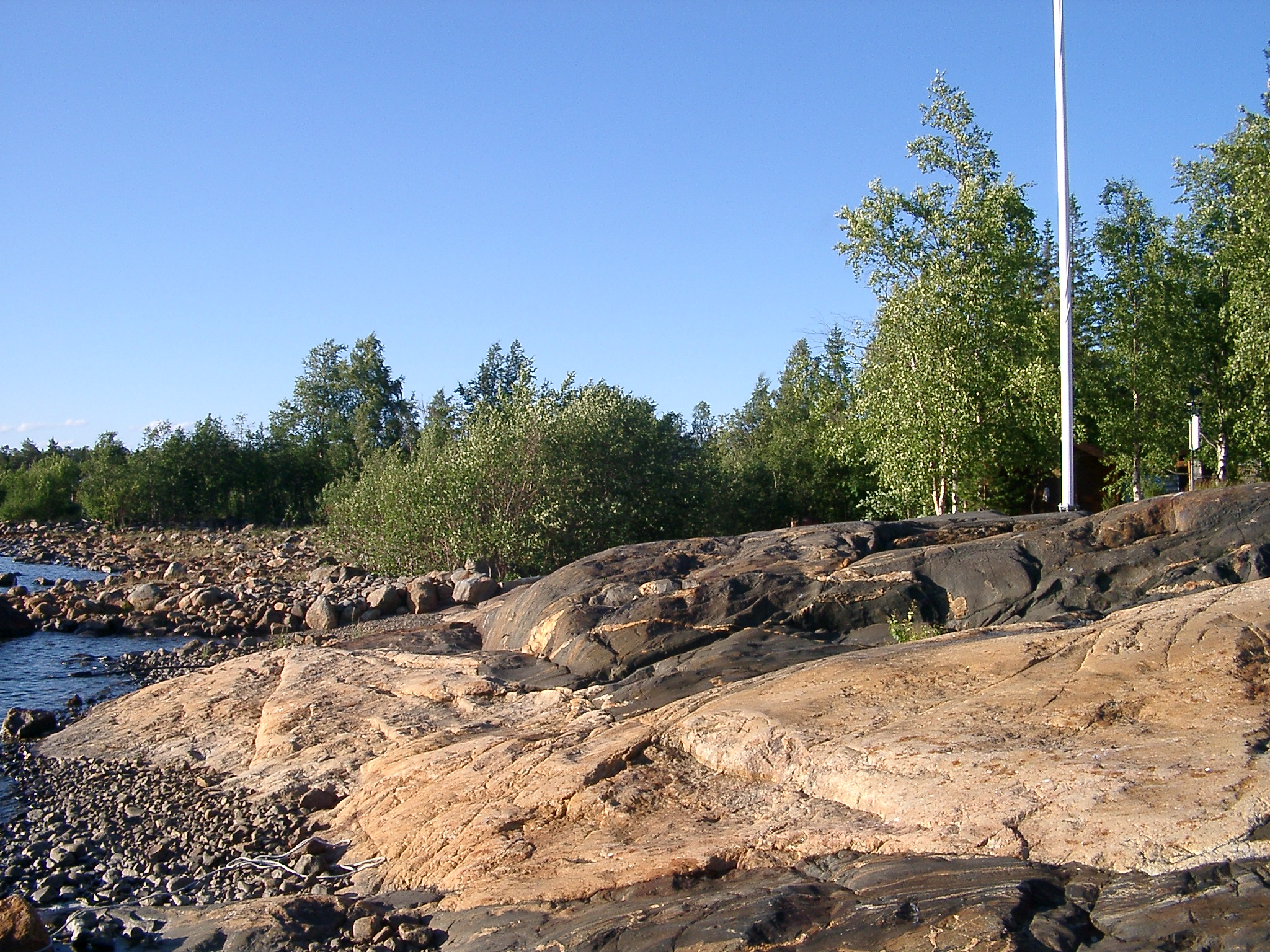